# Tomoaki Sano
Tomoaki Sano (佐野 友昭, Sano Tomoaki) est un footballeur japonais né le 14 avril 1968. Il évoluait au poste de gardien de but.